# Cerithiella cepene
Cerithiella cepene là một loài ốc biển rất nhỏ, là động vật thân mềm chân bụng sống ở biển trong họ Cerithiopsidae. Loài này có ở các vùng nước thuộc châu Âu. Nó được de Lima and de Barros, mô tả năm 2007.